# Dannemora landskommun
Dannemora landskommun är en tidigare kommun i Uppsala län.

## Administrativ historik
Den 1 januari 1863, när kommunalförordningarna började tillämpas, skapades över hela riket cirka 2 500 kommuner, varav 89 städer, 8 köpingar och resten landskommuner. Då inrättades i Dannemora socken i Olands härad i Uppland denna kommun
1952 genomfördes den första av 1900-talets två genomgripande kommunreformer i Sverige. Dannemora bildade då "storkommun" genom sammanläggning med de tidigare landskommunerna Film och Morkarla.
1971 års kommunreform genomfördes stegvis i Östhammars kommunblock. Östhammars kommun färdigbildades 1974 när Dannemora gick upp i denna kommun.
Kommunkoden 1952–1973 var 0313.

### Kyrklig tillhörighet
I kyrkligt hänseende tillhörde landskommunen Dannemora församling. Den 1 januari 1952 tillkom Films församling och Morkarla församling.

## Geografi
Dannemora landskommun omfattade den 1 januari 1952 en areal av 296,20 km², varav 277,06 km² land. Efter nymätningar och arealberäkningar färdiga den 1 januari 1956 omfattade landskommunen den 1 november 1960 (enligt indelningen den 1 januari 1961) en areal av 296,44 km², varav 280,44 km² land.

### Tätorter i kommunen 1960
| Tätort      | Folkmängd |
| ----------- | --------- |
| Österbybruk | 1 908     |
| Dannemora   | 532       |

Tätortsgraden i kommunen var den 1 november 1960 59,3 procent.

## Politik

### Mandatfördelning i valen 1942–1970
| 12 | 6 | 2 |

| 18 |

| 2 | 11 | 2 | 5 |

| 20 |

| 5 | 18 | 5 | 6 |  |

| 32 |

| 5 | 17 | 5 | 6 | 2 |

| 31 |

| 4 | 18 | 5 | 5 | 3 |

| 32 |

| 3 | 20 | 6 | 4 | 2 |

| 30 | 5 |

|  | 18 | 3 | 7 | 3 |  | 2 |

| 31 |

| 3 | 18 | 8 | 3 |  | 2 |

| 29 | 6 |